# Parrotiopsis
Parrotiopsis — рід квіткових рослин родини чарівногоріхових (Hamamelidaceae). До роду належать чагарники або невеликі дерева, що поширені у Південній Азії.

## Види
- Parrotiopsis involucrata (Falc. ex Nied.) C.K. Schneid.
- Parrotiopsis jacquemontiana (Decne.) Rehder